# Bahnhof Furano
Der Bahnhof Furano (jap. 富良野駅, Furano-eki) ist ein Bahnhof auf der japanischen Insel Hokkaidō. Er befindet sich in der Unterpräfektur Sorachi auf dem Gebiet der Stadt Furano.

## Verbindungen
Furano ist die Endstation des nördlichen Abschnitts der Nemuro-Hauptlinie, die von Takikawa bis hierhin führt (der nachfolgende Abschnitt nach Shintoku wurde 2024 stillgelegt). Von dieser zweigt die Furano-Linie nach Asahikawa ab. Beide Linien werden von der Gesellschaft JR Hokkaido betrieben.
Auf der Nemuro-Hauptlinie verkehren ungefähr alle zwei Stunden Regionalzüge von Takikawa nach Furano. Etwa alle ein bis zwei Stunden verkehren Regionalzüge auf der Furano-Linie nach Asahikawa. Zwei Angebote dienen hauptsächlich dem touristischen Ausflugsverkehr: An bestimmten Tagen im Sommer fährt der „Lavendel-Express“ einmal täglich von Sapporo über Takikawa nach Furano und wieder zurück. Der Furano Biei Norokko, bestehend aus einer Diesellokomotive der JNR-Klasse DE15 und offenen Aussichtswagen, fährt an Wochenenden im Sommer und Frühherbst einmal täglich von Asahikawa nach Furano und zurück.
An den Bahnhof angebaut ist ein Busterminal. Von hier aus verkehren mehrere Linien der Gesellschaften Furano Bus, Shimukappu Bus, Hokkaidō Chūō Bus und Dohoku Bus.

## Anlage
Der von Norden nach Süden ausgerichtete Bahnhof ist mit sieben Gleisen ausgestattet, von denen vier dem Personenverkehr dienen. Sie liegen an zwei Mittelbahnsteigen und sind durch eine gedeckte Überführung mit dem Empfangsgebäude an der Westseite der Anlage verbunden. Eine parallel dazu verlaufende Überführung verbindet den westlichen mit dem östlichen Bahnhofsvorplatz. Etwa 200 Meter nördlich des Personenbahnhofs befindet sich ein kleiner Güterbahnhof mit einem Gleis, der dem Be- und Entladen von ISO-Containern dient (vor allem landwirtschaftliche Erzeugnisse während der Erntezeit).

## Bilder

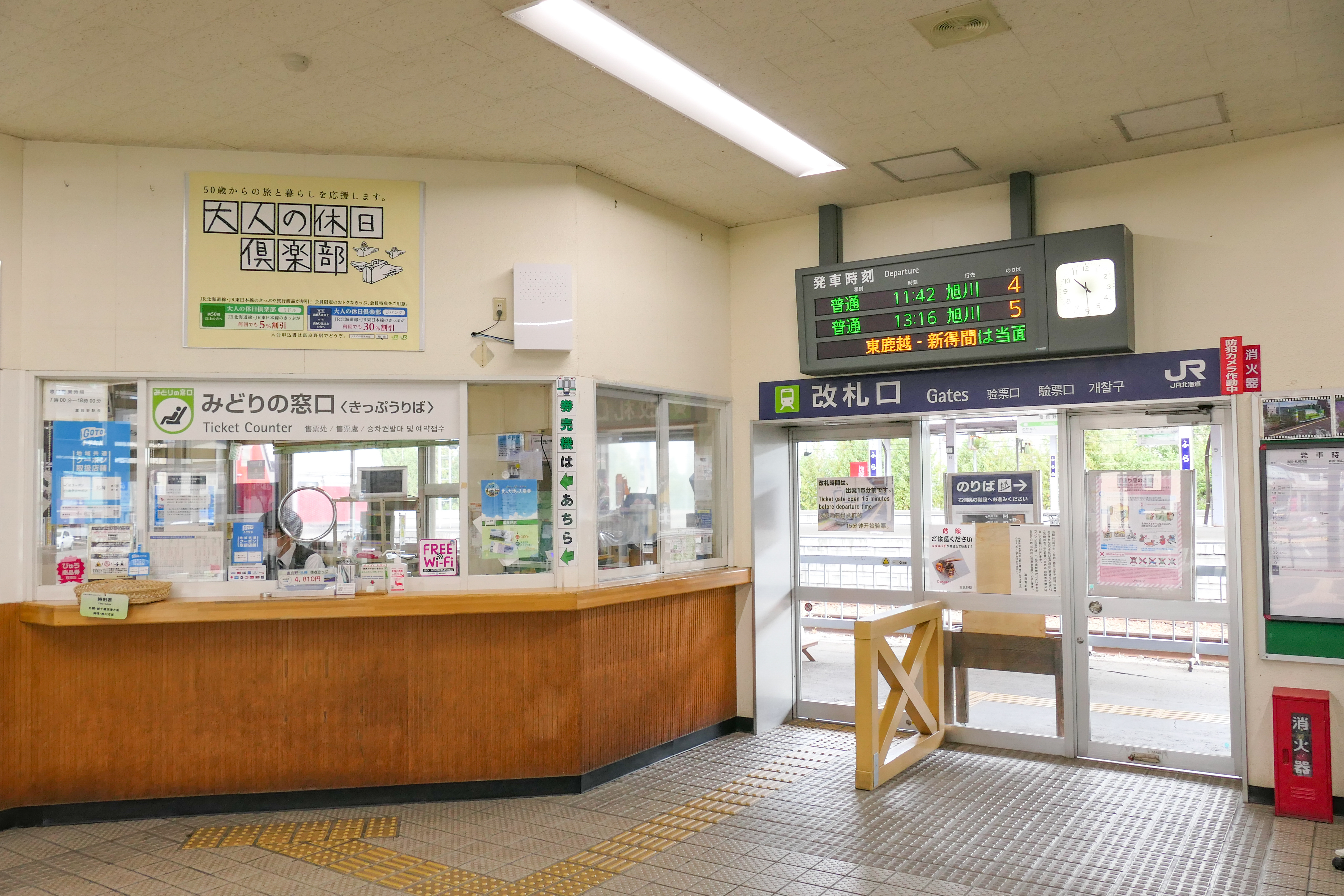
Verkaufsschalter
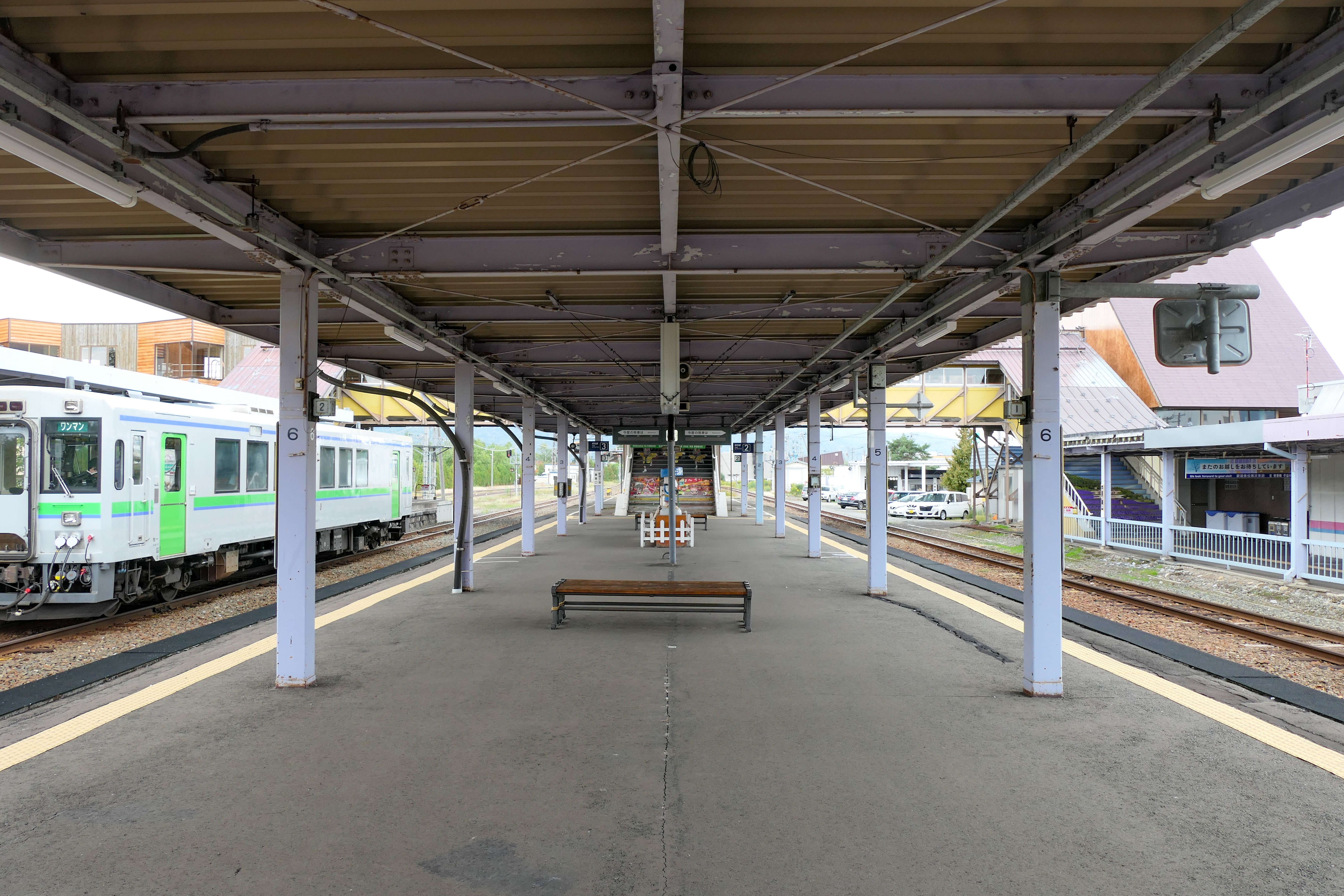
Bahnsteig 2/3
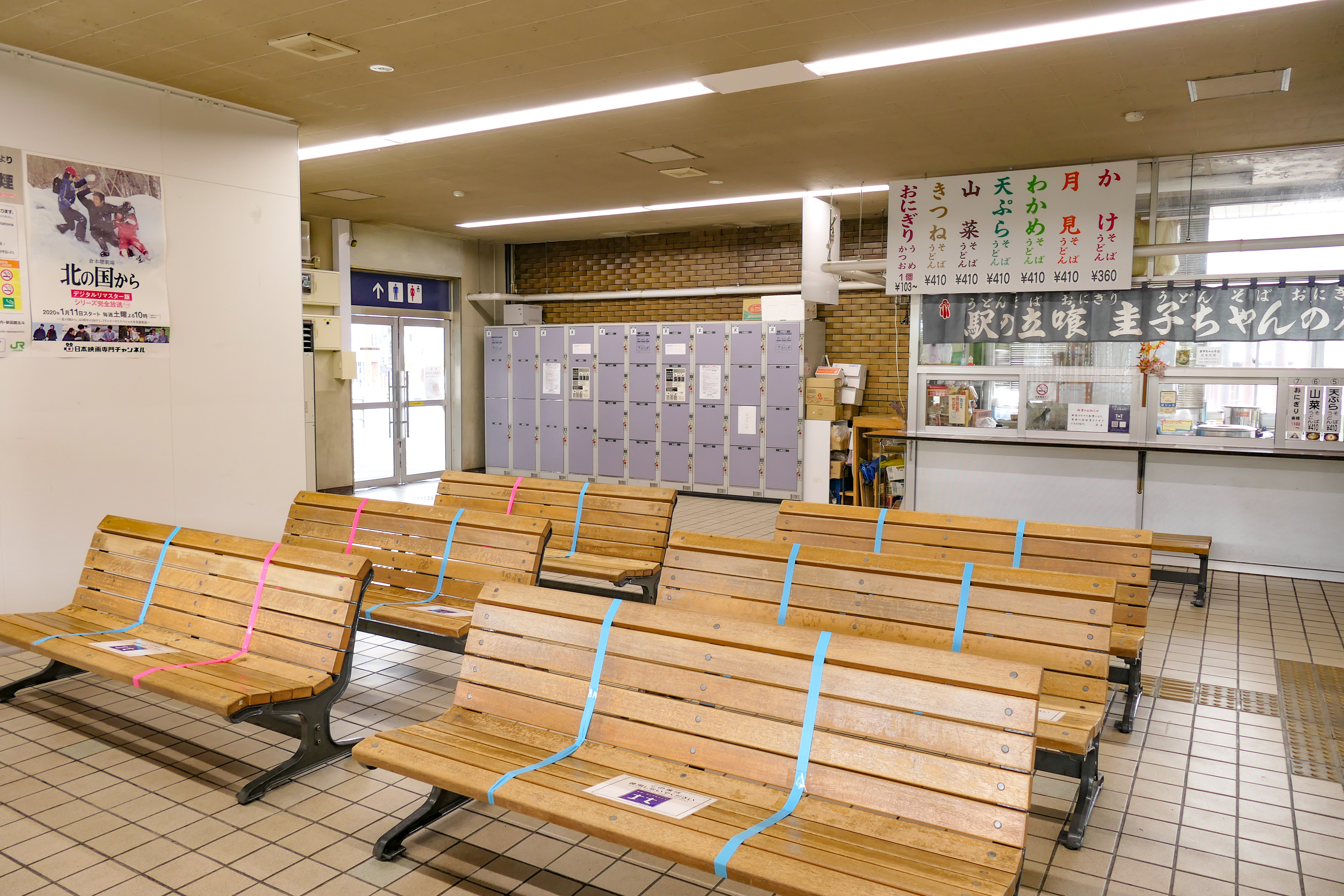
Warteraum
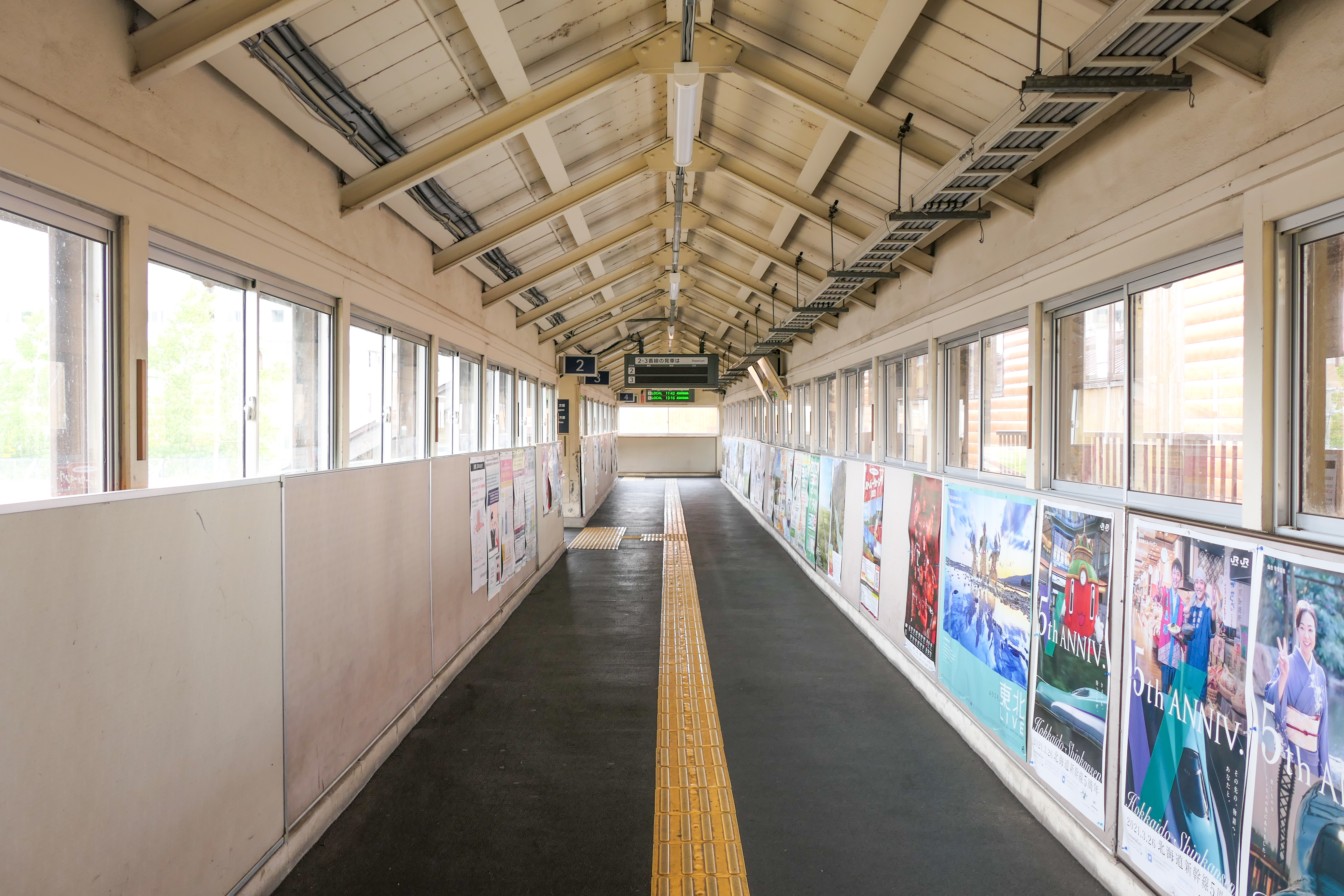
Überführung
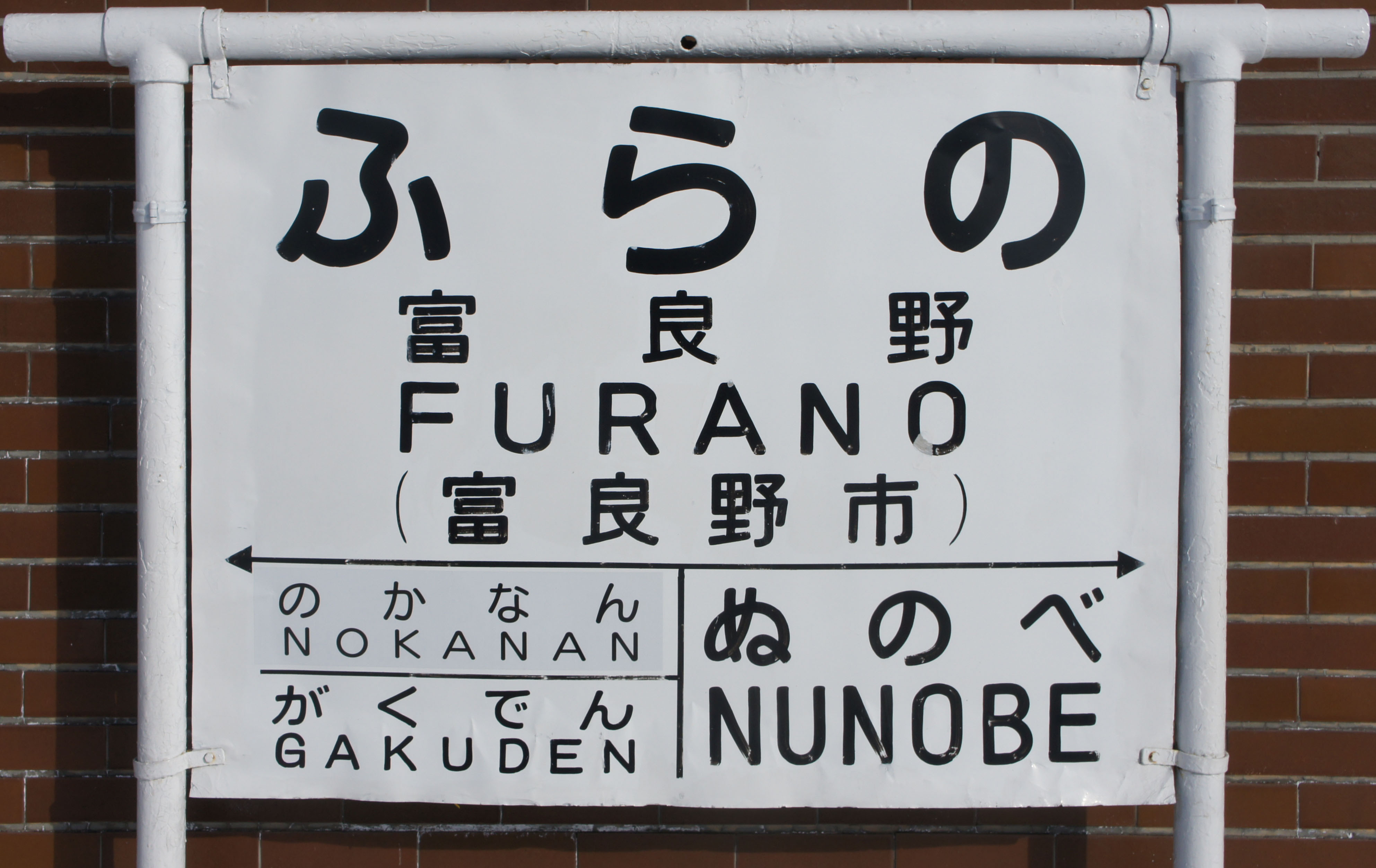
Bahnhofsschild aus der JNR-Ära an der Seite des Bahnhofsgebäudes (Februar 2018)

## Gleise
| 1/2 | ▉ Nemuro-Hauptlinie | Takikawa • Sapporo |
| 4/5 | ▉ Furano-Linie      | Asahikawa          |

## Linien
| Verlauf der Nemuro-Hauptlinie |
| --- |
| Westlicher Abschnitt: Takikawa • Higashi-Takikawa • Akabira • Moshiri • Hiragishi • Ashibetsu • Kami-Ashibetsu • Nokanan • Furano Östlicher Abschnitt: Shintoku • Tokachi-Shimizu • Mikage • Memuro • Taisei • Nishi-Obihiro • Hakurindai • Obihiro • Satsunai • Makubetsu • Toshibetsu • Ikeda • Tōfutsu • Toyokoro • Shin-Yoshino • Urahoro • Atsunai • Ombetsu • Shiranuka • Nishi-Shoro • Shoro • Otanoshike • Shin-Otanoshike • Shin-Fuji • Kushiro • Higashi-Kushiro • Musa • Beppo • Kami-Oboro • Oboro • Monshizu • Akkeshi • Chanai • Hamanaka • Anebetsu • Attoko • Bettoga • Ochiishi • Konbumori • Nishi-Wada • Higashi-Nemuro • Nemuro |

| Verlauf der Furano-Linie |
| --- |
| Asahikawa • Kaguraoka • Midorigaoka • Nishi-Goryō • Nishi-Mizuho • Nishi-Kagura • Nishi-Seiwa • Shimukappu • Chiyogaoka • Kita-Biei • Biei • Bibaushi • Kami-Furano • Nishinaka • Lavender Farm • Naka-Furano • Shikauchi • Gakuden • Furano |

## Geschichte

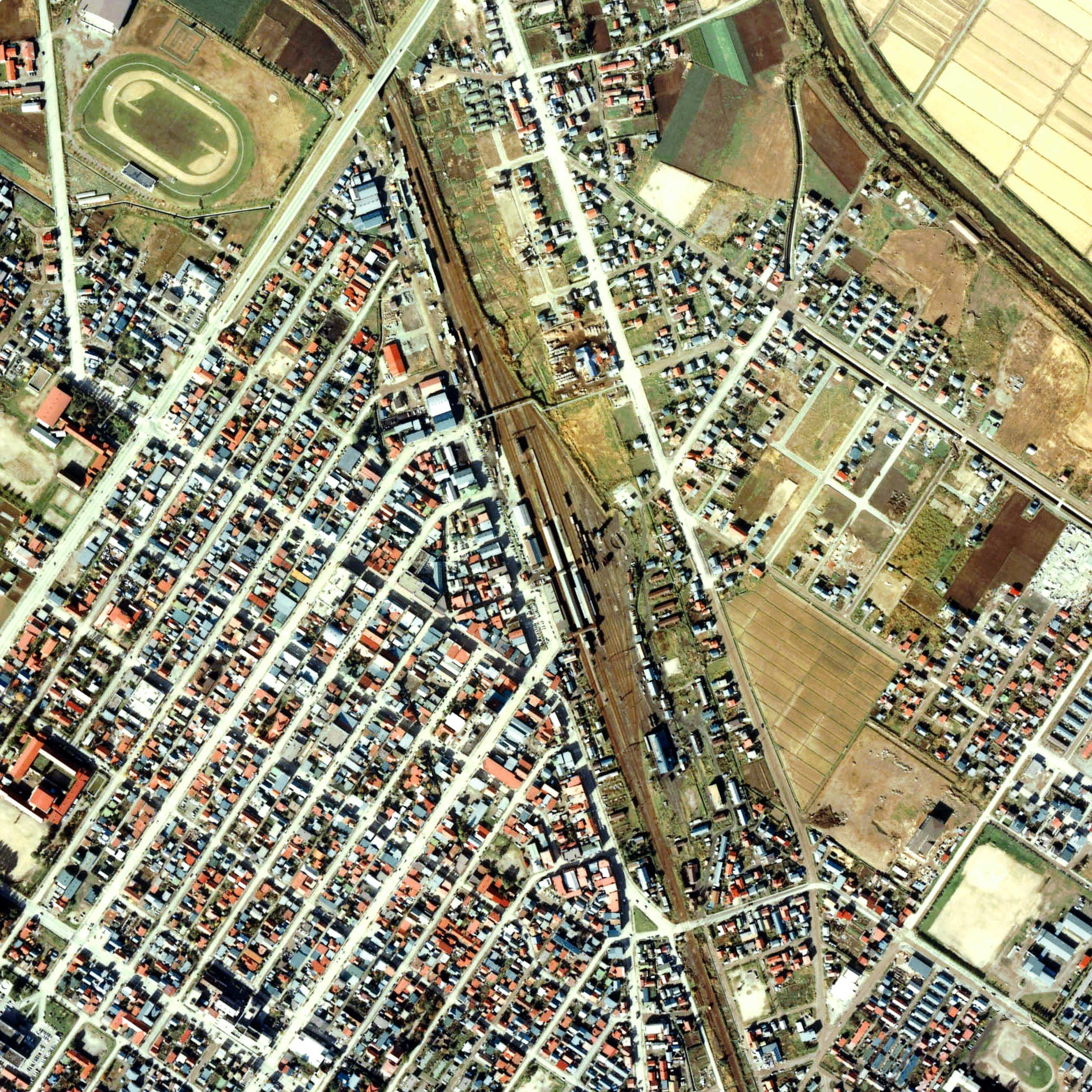
Luftansicht (1977)

Die staatliche Gesellschaft Hokkaidō Kansetsu Tetsudō hatte den Auftrag, die wirtschaftliche Entwicklung der Insel durch die Errichtung von Bahnstrecken zu fördern. Zu diesem Zweick baute sie von Asahikawa ausgehend eine Strecke in Richtung Hidaka-Gebirge. Das Teilstück zwischen Biei und Furano ging am 1. August 1900 in Betrieb, wobei der Bahnhof zunächst den Namen Shimo-Furano (下富良野) trug. Vier Monate lang war hier Endstation, bis am 2. Dezember 1900 das Teilstück nach Shikagoe folgte. Mit der Eröffnung des letzten fehlenden Teilstücks unter dem Karikachi-Pass bestand ab 1907 eine durchgehende Verbindung von Asahikawa nach Kushiro. Zur Verkürzung des Reisewegs in Richtung Sapporo baute das Eisenbahnamt (das spätere Eisenbahnministerium) eine direkte Strecke durch das Sorachi-Tal nach Takikawa und nahm sie am 10. November 1913 in Betrieb.
Der Bahnhof war damit zu einem Verkehrsknotenpunkt geworden, was die weitere Entwicklung der Stadt begünstigte. Am 1. April 1942 wurde er von Shimo-Furano in Furano umbenannt. Jahrzehntelang war Furano ein bedeutender Schnellzughalt auf dem Weg nach Osten, was sich 1981 mit der Eröffnung der weiter südlich verlaufenden Sekishō-Linie grundlegend änderte. Die Einführung touristischer Angebote kompensierte den Bedeutungsverlust nur zum Teil. Am 14. März 1985 stellte die Japanische Staatsbahn die Gepäckaufgabe ein. Im Rahmen der Staatsbahnprivatisierung ging der Bahnhof am 1. April 1987 in den Besitz der neuen Gesellschaft JR Hokkaido über. Diese legte am 31. März 2024 den mittleren Abschnitt der Nemuro-Hauptlinie zwischen Furano und Shintoku still.